# Stefan Bengtsson (ingeniero)
Jan Stefan Bengtsson (nacido el 27 de septiembre de 1961) es un ingeniero sueco y profesor en electrónica del estado sólido. Es el exrector de la Universidad de Malmö y presidente de la Universidad Tecnológica de Chalmers.

## Biografía
Después de completar un Máster en Ingeniería en 1985, trabajó en SAAB Automobile en Trollhättan, Västergötland, antes de regresar a Chalmers para estudios de doctorado. En 1992, Bengtsson defendió su tesis sobre cómo se pueden construir materiales y componentes complejos basados en silicio utilizando unión de obleas, por lo cual recibió el premio SAAB-Scania. Desde 2002, ha sido profesor de electrónica del estado sólido en Chalmers. Su campo de estudio incluye materiales, componentes y circuitos electrónicos basados en silicio, que son la base de toda la electrónica de consumo.
Tras el cambio de milenio, fue profesor visitante en el Instituto Tecnológico de Grenoble durante seis meses. Bengtsson ocupó el cargo de rector de la Universidad de Malmö, así como el de vicerrector y vicepresidente de la Universidad Tecnológica de Chalmers, antes de su promoción el 1 de agosto de 2015 como presidente. Desde el 1 de febrero de 2014, es presidente del consejo de SUNET, la red informática universitaria sueca.